# Ptychadena porosissima
Espèce
Synonymes
- Rana porosissima Steindachner, 1867
- Ptychadena loveridgei Laurent, 1954
- Ptychadena poyntoni Guibé, 1960

Statut de conservation UICN

 LC  : Préoccupation mineure
Ptychadena porosissima est une espèce d'amphibiens de la famille des Ptychadenidae.

## Répartition
Cette espèce est endémique de la moitié Sud de l'Afrique. Elle se rencontre en Afrique du Sud, en Angola, en Éthiopie, au Kenya, au Malawi, en Ouganda, en République démocratique du Congo, au Rwanda, au Swaziland, en Tanzanie, en Zambie et au Zimbabwe,.

## Publication originale
- Steindachner, 1867 : Reise der österreichischen Fregatte Novara um die Erde in den Jahren 1857, 1858, 1859 unter den Befehlen des Commodore B. von Wüllerstorf-Urbair (1861) - Zoologischer Theil - Erste Band - Amphibien, p. 1-70 (texte intégral).